# Епитафи Раденковићима на гробљу Рајковача у Ртарима
Епитафи Раденковићима на гробљу Рајковача у Ртарима представљају вредна епиграфска и фамилијарна сведочанства преписана са старих надгробних споменика у доњодрагачевском селу Ртари, Oпштина Лучани.
Раденковићи воде порекло из Мушковине код Сјенице. Ту су живела два брата - Раденко и Недо. Када је Карађорђе у време Првог српског устанка продро на подручје Санџака, Раденко је са ужом породицом прешао у Ртаре, док је Недо остао у Мушковини. Још неки чланови из овог рода су тада прешли у Србију и населили се у Ласцу на подручју трнавског среза.
Раденко се у Ртарима населио на самим обронцима Јелице. Заузео је углавном посед под шумом, која је постепено крчена у претварана и обрадиве поришине. Имао је три сина: Максима, Милету и Обрена, су узели презиме по очевом имену. Међутим, његови унуци су се презивали Максимовић, Милетић и Обреновић, по имену својих очева.
Најстарији Раденков син Максим са супругом Спасенијом имао је троје деце: Јелену (Јецу), Марту и Михаила.
Други син, Милета, са супругом Стаменом имао је синове Тома, Петра, Стевана и ћерку Анђу.
Најмлађи Обрен је са супругом Јованом имао синове Матију и Недељка и ћерке Љубицу и Јелену.
Од Обренове деце само је Матије имао потомство. Био је ожењен са Албином, ћерком Јована Ђунисијевића. Потомци тврде да је Матије имао велике поседе у Ртарима - такозвану „Матијевину”, али како је пијанчио и живео раскалашно, сву имовину је проћердао и ништа оставио. Због тога потомци нису хтели да подигну надгробни споменик, нити су му у подушне дане палили свеће.
Матијев син Радоје узео је презиме Матијевић, како се и данас презивају његови потомци у Краљеву.
Данас Раденковића има у Ртарима, Чачку, Ужицу и Лозњу. Славе Ђурђевдан.
Споменик Марку Обреновићу (†1843)
МАРКО Обреновић
поживи 12 г.
умре 13 јуниа 1843 г

Споменик Јелени-Јеци Раденковић (†1846)
Зде почива раба божии
ЕЦА
кћер Максима Реденковића
1846

Споменик Василији Раденковић (†18??)
Овде почива раб божиа
ВАСИЛИЈА
супруга Стевана Раденковића из Ртара
пож... (даље оштећено)

Споменик Милици Раденковић (†1869)
Овде почива ра Божија
МИЛИЦА
супруга Стевана Раденковића из Ртара
поживи 25 г.
умрла 24 фебруара 1869

Споменик девојчици Стоји Раденковић (†1884)
Р. Б.
СТОЈА
кћи Михаила Р.
поживи 12 г
умрла 27 маиа 1884 г.

Споменик Станики Раденковић (†1896)
Овде почива раб Божија
СТАНИКА
супруга Влајка Раденковића из Ртара
поживи 27 г
умре 2 августа 1896 г
Овај спомен подиже муж Влајко
синови Милорад и Миљко

Споменик Драгињи Раденковић (†1938)
Пред овим спомеником лежи тело
неуморне Раднице
ДРАГИЊЕ Раденковић
која часно поживи 58 год.
а испусти душу 7 маја 1938 г
Бог да јој душу прости
Спомен јој подижу муж Нићифор
синови Добривоје и Цветко

Споменик Влајку Раденковићу (†1948)
Овде п.
ВЛАЈКО Раденковић
који поживи 85 година
а умре 20 јануара 1941 године
и његова супруга
ДРИНКА Раденковић
а која пож. 70 г
и умре 1948 г 12 новембра.